# Fangz
Fangz é um videojogo desenvolvido pelo estúdio português Game Whizzes, foi lançado para Android, BlackBerry 10, BlackBerry PlayBook OS e iOS. 

## Jogabilidade
O jogo é um Beat 'em up/Shoot'em up, onde temos que alvejar, cortar e esmagar zombies num ambiente suburbano. Temos 10 níveis para passar, 17 armas para desbloquear que podem ir da vulgar arma de fogo até aos icónicos sabres laser de Guerra das Estrelas e um modo de sobrevivência.